# Aleksandar Kolarov
Aleksandar Kolarov (Belgrád, 1985. november 10. –) szerb labdarúgó, legutóbb az olasz Internazionale játékosa volt.

## Pályafutása

### Klubcsapatban
Kolarov a Crvena zvezda utánpótlásában kezdte pályafutását, az első csapatban nem mutatkozhatott be. 2004 elején a szerb-montenegrói élvonalban szereplő Čukarički szerződtette, nyáron került fel az első csapathoz. Első idényében 27 mérkőzésen lépett pályára. 2006 februárjában vitatott körülmények között az OFK Beograd szerződtette – a szerb labdarúgó-szövetség elnöke, Zvezdan Terzić (korábbi OFK Beograd-elnök) ígéretes fiatalokat szerződtetett, majd kijárta, hogy pályára lépjenek a korosztályos válogatottakban, hogy több pénzért értékesíthesse őket tovább.
A terv be is jött, hiszen Kolarovot 2007 nyarán az olasz élvonalbeli Lazio szerződtette közel 1 millió euróért. A római klubban három év alatt 82 bajnokin lépett pályára, ezeken 6 gólt szerzett. 2010. július 24-én az angol élvonalbeli Manchester City szerződtette nagyjából 16 millió fontért. A Polgárokkal kupát (2011), bajnokságot (2012, 2014) és Ligakupát (2014, 2016) is nyert, Roberto Mancini, Manuel Pellegrini és Josep Guardiola is alapemberként számított rá. A katalán szakember azonban 2017 nyarán „nagytakarítást” tartott a klubnál, melynek Kolarov is áldozatául esett: 5 millió euróért került az olasz AS Roma csapatához. 2020. szeptember 8-án aláírt az Internazionale csapatához. 2021. július 6-án a Nemzeti Sport honlapján megjelenő cikkel ellentétben a klub hivatalos honlapján osztotta meg, hogy mégis marad és 2022 júniusáig hosszabbított. Miután az Inter nem hosszabbított vele, így 2022. június 19-én bejelentette visszavonulását.

### Válogatottban
A szerb labdarúgó-válogatott tagjaként részt vett a 2008. évi nyári olimpiai játékokon és a 2010-es labdarúgó-világbajnokságon.